# منگل جنوبی
منگل جنوبی ، آبادی است از توابع بخش مرکزی شهرستان آمل در استان مازندران ایران.

## جمعیت
این آبادی در دهستان چلاو قرار دارد.